# Grande Prêmio do Catar de 2023
O Grande Prêmio do Catar de 2023 (formalmente denominado Formula 1 Qatar Airwars Qatar Grand Prix 2023) foi a décima sétima etapa do Campeonato Mundial de Fórmula 1 de 2023, disputada em 8 de Outubro de 2023 no Circuito Internacional de Lusail, em Doha, Catar. Max Verstappen consagrou seu tricampeão da Fórmula 1 nesse grande Prêmio durante a Sprint.

## Antecedentes
O evento foi realizado no fim de semana de 6 a 8 de outubro. Foi a décima sétima etapa do Campeonato Mundial de Fórmula 1 de 2023 e a segunda corrida do GP do Catar.

### Participantes
Os pilotos e equipes são os mesmos da lista de inscritos na temporada, com exceção de Liam Lawson que está no assento originalmente ocupado por Nyck de Vries.

## Resumo

### Treino Classificatório
No primeiro treino livre Max Verstappen foi o piloto mais rápido na nova pista, que estava muito lisa por causa do vento forte e da areia do deserto, e conquistou sua décima pole position.

### Sprint
Na corrida sprint Max Verstappen terminou em segundo lugar atrás de Oscar Piastri. Seu companheiro na Red Bull Sergio Pérez não pôde continuar após uma batida envolvendo outros dois carros, resultando assim no tricampeonato para Verstappen.

### Corrida
Max Verstappen largou da posição de honra com George Russel e Lewis Hamilton atrás dele. Seu companheiro de equipe Sergio Pérez recebeu uma penalização e teve que iniciar a corrida do pit lane após seu carro ter recebido um novo motor e chassi, enquanto Carlos Sainz não pôde largar por causa de um problema de combustível.
Piastri e Norris da McLaren se beneficiaram da colisão na primeira curva entre Hamilton e Russell, com o heptacampeão mundial tentando forçar a saída para o lado de fora e perdendo uma roda por causa disso.
Verstappen liderou a corrida do início até a bandeira quadriculada e conquistou sua décima quarta vitória da temporada, alcançando o astronômico total de 433 pontos: mais de 200 a mais que o vice-campeão Pérez. Oscar Piastri e seu companheiro de equipe Lando Norris terminaram, respectivamente, na segunda e terceira posições, completando assim o pódio.

## Resultados

### Treino classificatório
| Pos.                | No. | Driver           | Constructor           | Qualifying times | Qualifying times | Qualifying times | Final grid |
| Pos.                | No. | Driver           | Constructor           | Q1               | Q2               | Q3               | Final grid |
| ------------------- | --- | ---------------- | --------------------- | ---------------- | ---------------- | ---------------- | ---------- |
| 1                   | 1   | Max Verstappen   | Red Bull Racing-Honda | 1:25.007         | 1:24.483         | 1:23.778         | 1          |
| 2                   | 63  | George Russell   | Mercedes              | 1:25.334         | 1:24.827         | 1:24.219         | 2          |
| 3                   | 44  | Lewis Hamilton   | Mercedes              | 1:26.076         | 1:24.381         | 1:24.305         | 3          |
| 4                   | 14  | Fernando Alonso  | Aston Martin-Mercedes | 1:25.223         | 1:25.241         | 1:24.369         | 4          |
| 5                   | 16  | Charles Leclerc  | Ferrari               | 1:25.452         | 1:25.079         | 1:24.424         | 5          |
| 6                   | 81  | Oscar Piastri    | McLaren-Mercedes      | 1:25.266         | 1:24.724         | 1:24.540         | 6          |
| 7                   | 10  | Pierre Gasly     | Alpine-Renault        | 1:25.566         | 1:24.918         | 1:24.553         | 7          |
| 8                   | 31  | Esteban Ocon     | Alpine-Renault        | 1:25.711         | 1:24.928         | 1:24.763         | 8          |
| 9                   | 77  | Valtteri Bottas  | Alfa Romeo-Ferrari    | 1:26.038         | 1:25.297         | 1:25.058         | 9          |
| 10                  | 4   | Lando Norris     | McLaren-Mercedes      | 1:25.131         | 1:24.685         | No time          | 10         |
| 11                  | 22  | Yuki Tsunoda     | AlphaTauri-Honda      | 1:26.058         | 1:25.301         | N/A              | 11         |
| 12                  | 55  | Carlos Sainz Jr. | Ferrari               | 1:25.808         | 1:25.328         | N/A              | 12         |
| 13                  | 11  | Sergio Pérez     | Red Bull Racing-Honda | 1:25.991         | 1:25.462         | N/A              | PL         |
| 14                  | 23  | Alexander Albon  | Williams-Mercedes     | 1:26.118         | 1:25.707         | N/A              | 13         |
| 15                  | 27  | Nico Hülkenberg  | Haas-Ferrari          | 1:25.904         | 1:25.783         | N/A              | 14         |
| 16                  | 2   | Logan Sargeant   | Williams-Mercedes     | 1:26.210         | N/A              | N/A              | 15         |
| 17                  | 18  | Lance Stroll     | Aston Martin-Mercedes | 1:26.345         | N/A              | N/A              | 16         |
| 18                  | 40  | Liam Lawson      | AlphaTauri-Honda      | 1:26.635         | N/A              | N/A              | 17         |
| 19                  | 20  | Kevin Magnussen  | Haas-Ferrari          | 1:27.046         | N/A              | N/A              | 18         |
| 20                  | 24  | Zhou Guanyu      | Alfa Romeo-Ferrari    | 1:27.432         | N/A              | N/A              | 19         |
| 107% time: 1:30.957 |     |                  |                       |                  |                  |                  |            |
| Source:             |     |                  |                       |                  |                  |                  |            |

### Sprint Shootout
| Pos.                | No. | Driver           | Constructor           | Qualifying times | Qualifying times | Qualifying times | Sprint grid |
| Pos.                | No. | Driver           | Constructor           | SQ1              | SQ2              | SQ3              | Sprint grid |
| ------------------- | --- | ---------------- | --------------------- | ---------------- | ---------------- | ---------------- | ----------- |
| 1                   | 81  | Oscar Piastri    | McLaren-Mercedes      | 1:25.979         | 1:25.496         | 1:24.454         | 1           |
| 2                   | 4   | Lando Norris     | McLaren-Mercedes      | 1:25.672         | 1:24.947         | 1:24.536         | 2           |
| 3                   | 1   | Max Verstappen   | Red Bull Racing-Honda | 1:25.510         | 1:25.199         | 1:24.646         | 3           |
| 4                   | 63  | George Russell   | Mercedes              | 1:25.413         | 1:25.027         | 1:24.841         | 4           |
| 5                   | 55  | Carlos Sainz Jr. | Ferrari               | 1:25.872         | 1:25.433         | 1:25.155         | 5           |
| 6                   | 16  | Charles Leclerc  | Ferrari               | 1:26.266         | 1:25.367         | 1:25.247         | 6           |
| 7                   | 27  | Nico Hülkenberg  | Haas-Ferrari          | 1:26.450         | 1:25.499         | 1:25.320         | 7           |
| 8                   | 11  | Sergio Pérez     | Red Bull Racing-Honda | 1:26.123         | 1:25.143         | 1:25.382         | 8           |
| 9                   | 14  | Fernando Alonso  | Aston Martin-Mercedes | 1:25.936         | 1:25.344         | No time          | 9           |
| 10                  | 31  | Esteban Ocon     | Alpine-Renault        | 1:26.072         | 1:25.510         | No time          | 10          |
| 11                  | 10  | Pierre Gasly     | Alpine-Renault        | 1:25.829         | 1:25.686         | N/A              | 11          |
| 12                  | 44  | Lewis Hamilton   | Mercedes              | 1:26.424         | 1:25.962         | N/A              | 12          |
| 13                  | 77  | Valtteri Bottas  | Alfa Romeo-Ferrari    | 1:26.449         | 1:26.236         | N/A              | 13          |
| 14                  | 40  | Liam Lawson      | AlphaTauri-Honda      | 1:26.202         | 1:26.584         | N/A              | 14          |
| 15                  | 24  | Zhou Guanyu      | Alfa Romeo-Ferrari    | 1:26.669         | 1:54.546         | N/A              | 15          |
| 16                  | 18  | Lance Stroll     | Aston Martin-Mercedes | 1:26.849         | N/A              | N/A              | 16          |
| 17                  | 23  | Alexander Albon  | Williams-Mercedes     | 1:26.862         | N/A              | N/A              | 17          |
| 18                  | 22  | Yuki Tsunoda     | AlphaTauri-Honda      | 1:26.926         | N/A              | N/A              | 18          |
| 19                  | 20  | Kevin Magnussen  | Haas-Ferrari          | 1:27.438         | N/A              | N/A              | 19          |
| 107% time: 1:31.391 |     |                  |                       |                  |                  |                  |             |
| —                   | 2   | Logan Sargeant   | Williams-Mercedes     | 2:05.741         | N/A              | N/A              | 20          |
| Source:             |     |                  |                       |                  |                  |                  |             |

### Sprint
| Pos.                                                                            | No. | Driver           | Constructor           | Laps | Time/Retired      | Grid | Points |
| ------------------------------------------------------------------------------- | --- | ---------------- | --------------------- | ---- | ----------------- | ---- | ------ |
| 1                                                                               | 81  | Oscar Piastri    | McLaren-Mercedes      | 19   | 35:01.297         | 1    | 8      |
| 2                                                                               | 1   | Max Verstappen   | Red Bull Racing-Honda | 19   | +1.871            | 3    | 7      |
| 3                                                                               | 4   | Lando Norris     | McLaren-Mercedes      | 19   | +8.497            | 2    | 6      |
| 4                                                                               | 63  | George Russell   | Mercedes              | 19   | +11.036           | 4    | 5      |
| 5                                                                               | 44  | Lewis Hamilton   | Mercedes              | 19   | +17.314           | 12   | 4      |
| 6                                                                               | 55  | Carlos Sainz Jr. | Ferrari               | 19   | +18.806           | 5    | 3      |
| 7                                                                               | 23  | Alexander Albon  | Williams-Mercedes     | 19   | +19.864           | 17   | 2      |
| 8                                                                               | 14  | Fernando Alonso  | Aston Martin-Mercedes | 19   | +21.180           | 9    | 1      |
| 9                                                                               | 10  | Pierre Gasly     | Alpine-Renault        | 19   | +21.742           | 11   |        |
| 10                                                                              | 77  | Valtteri Bottas  | Alfa Romeo-Ferrari    | 19   | +22.208           | 13   |        |
| 11                                                                              | 22  | Yuki Tsunoda     | AlphaTauri-Honda      | 19   | +22.863           | 18   |        |
| 12                                                                              | 16  | Charles Leclerc  | Ferrari               | 19   | +24.860           | 6    |        |
| 13                                                                              | 20  | Kevin Magnussen  | Haas-Ferrari          | 19   | +24.970           | 19   |        |
| 14                                                                              | 24  | Zhou Guanyu      | Alfa Romeo-Ferrari    | 19   | +26.868           | 15   |        |
| 15                                                                              | 18  | Lance Stroll     | Aston Martin-Mercedes | 19   | +29.523           | 16   |        |
| Ret                                                                             | 27  | Nico Hülkenberg  | Haas-Ferrari          | 11   | Dano após colisão | 7    |        |
| Ret                                                                             | 31  | Esteban Ocon     | Alpine-Renault        | 10   | Colisão           | 10   |        |
| Ret                                                                             | 11  | Sergio Pérez     | Red Bull Racing-Honda | 10   | Colisão           | 8    |        |
| Ret                                                                             | 2   | Logan Sargeant   | Williams-Mercedes     | 2    | Preso na brita    | 20   |        |
| Ret                                                                             | 40  | Liam Lawson      | AlphaTauri-Honda      | 0    | Preso na Brita    | 14   |        |
| Volta Mais Rápida: Max Verstappen (Red Bull Racing-Honda) – 1:25.604 (volta 17) |     |                  |                       |      |                   |      |        |
| Source:                                                                         |     |                  |                       |      |                   |      |        |

### Corrida
| Pos.                                                                            | No. | Driver           | Constructor           | Laps | Time/Retired             | Grid | Points |
| ------------------------------------------------------------------------------- | --- | ---------------- | --------------------- | ---- | ------------------------ | ---- | ------ |
| 1                                                                               | 1   | Max Verstappen   | Red Bull Racing-Honda | 57   | 1:27:39.168              | 1    | 26     |
| 2                                                                               | 81  | Oscar Piastri    | McLaren-Mercedes      | 57   | +4.833                   | 6    | 18     |
| 3                                                                               | 4   | Lando Norris     | McLaren-Mercedes      | 57   | +5.969                   | 10   | 15     |
| 4                                                                               | 63  | George Russell   | Mercedes              | 57   | +34.119                  | 2    | 12     |
| 5                                                                               | 16  | Charles Leclerc  | Ferrari               | 57   | +38.976                  | 5    | 10     |
| 6                                                                               | 14  | Fernando Alonso  | Aston Martin-Mercedes | 57   | +49.032                  | 4    | 8      |
| 7                                                                               | 31  | Esteban Ocon     | Alpine-Renault        | 57   | +1:02.390                | 8    | 6      |
| 8                                                                               | 77  | Valtteri Bottas  | Alfa Romeo-Ferrari    | 57   | +1:06.563                | 9    | 4      |
| 9                                                                               | 24  | Zhou Guanyu      | Alfa Romeo-Ferrari    | 57   | +1:16.127                | 19   | 2      |
| 10                                                                              | 11  | Sergio Pérez     | Red Bull Racing-Honda | 57   | +1:20.181                | PL   | 1      |
| 11                                                                              | 18  | Lance Stroll     | Aston Martin-Mercedes | 57   | +1:21.652                | 16   |        |
| 12                                                                              | 10  | Pierre Gasly     | Alpine-Renault        | 57   | +1:22.300                | 7    |        |
| 13                                                                              | 23  | Alexander Albon  | Williams-Mercedes     | 57   | +1:31.014                | 13   |        |
| 14                                                                              | 20  | Kevin Magnussen  | Haas-Ferrari          | 56   | +1 lap                   | 18   |        |
| 15                                                                              | 22  | Yuki Tsunoda     | AlphaTauri-Honda      | 56   | +1 lap                   | 11   |        |
| 16                                                                              | 27  | Nico Hülkenberg  | Haas-Ferrari          | 56   | +1 lap                   | 14   |        |
| 17                                                                              | 40  | Liam Lawson      | AlphaTauri-Honda      | 56   | +1 lap                   | 17   |        |
| Ret                                                                             | 2   | Logan Sargeant   | Williams-Mercedes     | 40   | Fadiga mental            | 15   |        |
| Ret                                                                             | 44  | Lewis Hamilton   | Mercedes              | 0    | Colisão                  | 3    |        |
| DNS                                                                             | 55  | Carlos Sainz Jr. | Ferrari               | 0    | Vazamento de combustível | –    |        |
| Volta Mais Rápida: Max Verstappen (Red Bull Racing-Honda) – 1:24.319 (volta 56) |     |                  |                       |      |                          |      |        |
| Source:                                                                         |     |                  |                       |      |                          |      |        |

## Curiosidade
- Max Verstappen se torna tricampeão mundial de Fórmula 1 e iguala o número de títulos de Jack Brabham, Jackie Stewart, Niki Lauda, Nelson Piquet e Ayrton Senna.
- A McLaren quebra recorde do pit stop de 1s80 na troca de Lando Norris na volta 28. A equipe de Woking supera o recorde da Red Bull Racing no GP do Brasil de 2019 com a troca de 1s82.[17]

## Tabela do Campeonato após a corrida
|         | Pos. | Driver           | Points |
| ------- | ---- | ---------------- | ------ |
|         | 1    | Max Verstappen*  | 433    |
|         | 2    | Sergio Pérez     | 224    |
|         | 3    | Lewis Hamilton   | 194    |
|         | 4    | Fernando Alonso  | 183    |
|         | 5    | Carlos Sainz Jr. | 153    |
| Source: |      |                  |        |

|         | Pos. | Constructor            | Points |
| ------- | ---- | ---------------------- | ------ |
|         | 1    | Red Bull Racing-Honda* | 657    |
|         | 2    | Mercedes               | 326    |
|         | 3    | Ferrari                | 298    |
|         | 4    | Aston Martin-Mercedes  | 230    |
|         | 5    | McLaren-Mercedes       | 219    |
| Source: |      |                        |        |

- Nota: Apenas as cinco primeiras posições estão incluídas para ambos os conjuntos de classificação.
- Os competidores em negrito e marcados com um asterisco são os campeões mundiais de 2023.